# Robert Bloch (pilote automobile)
Pour les articles homonymes, voir Bloch et Robert Bloch.

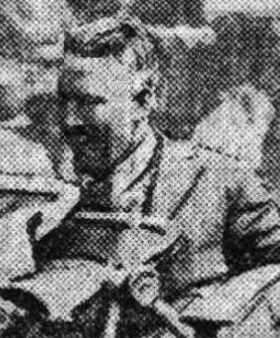
Robert Bloch en 1926 (aux 24 Heures du Mans sur Lorraine-Dietrich).

Robert Bloch, né le 26 avril 1888 dans le 2e arrondissement de Paris et mort le 7 mars 1984 dans la même ville, est un pilote automobile français. 
En 1926, il remporte les 24 Heures du Mans avec André Rossignol au volant d'une Lorraine-Dietrich B3-6, dont la motorisation est due à Marius Barbarou. 
Il dispute cette épreuve à cinq reprises, mais également les 24 Heures de Spa en 1925 avec « Stalter » (cinquième) et la Coppa Florio en 1927 (douzième).
Le 18 avril 1928, sur Hispano-Suiza de série, il bat le record des 24 heures de la piste de l'Indianapolis Motor Speedway, associé au constructeur français Weymann, ainsi qu'au passage tous les records tourisme de la piste jusqu'à 900 miles.

## Lien externe

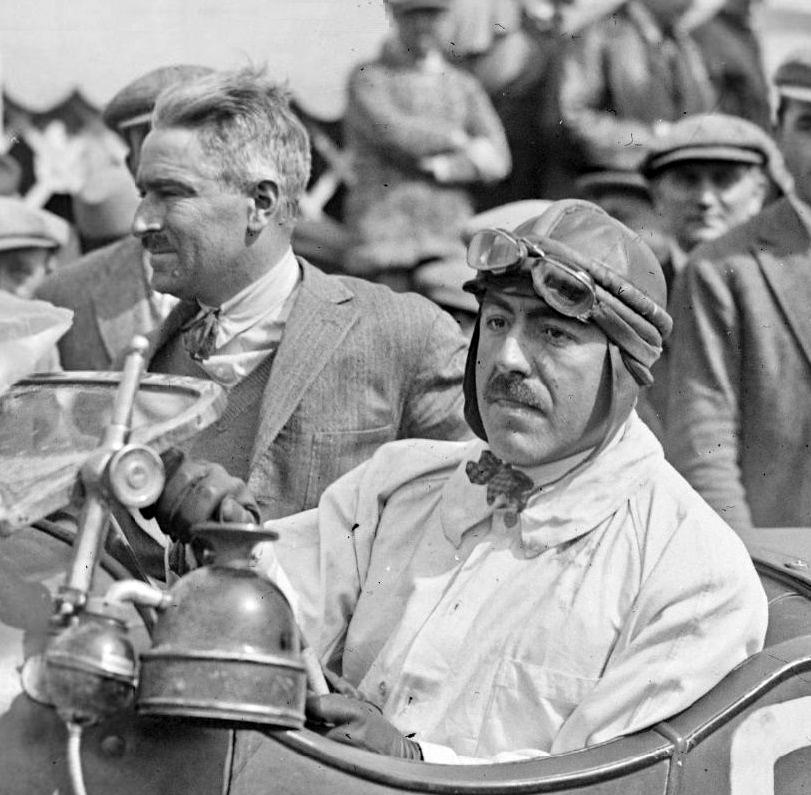
Robert Bloch (G.) et André Rossignol (D.) aux 24 Heures du Mans 1926.

## Résultats aux 24 Heures du Mans

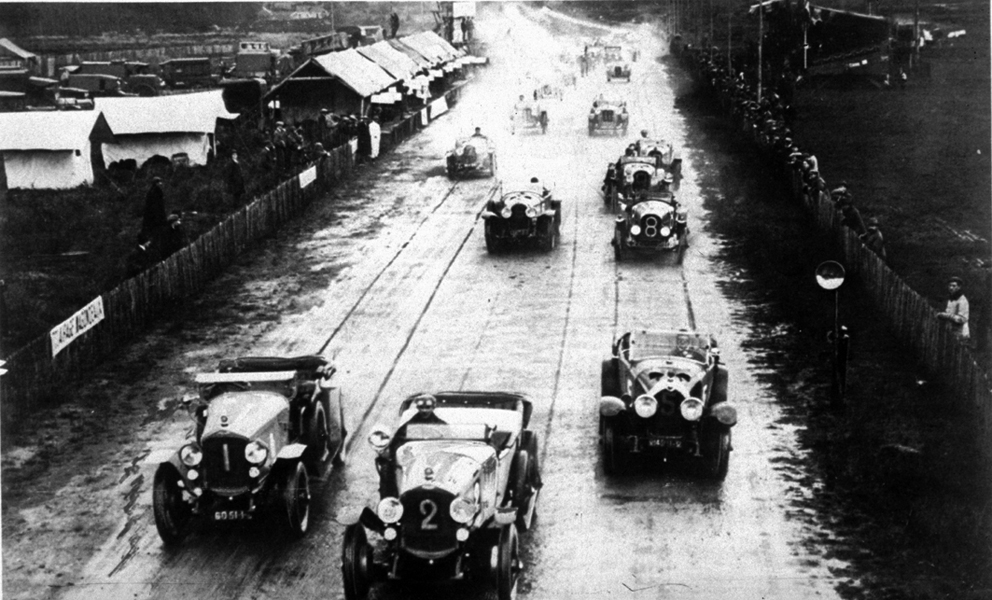
La Lorraine-Dietrich B3-6 3.4 l L6 no 5 de Bloch et « Stalter », aux premières 24 Heures du Mans 1923 (premier plan, à droite).

| Année | Voiture                | Équipe              | Équipiers       | Résultat  |
| ----- | ---------------------- | ------------------- | --------------- | --------- |
| 1923  | Lorraine-Dietrich B3-6 | Pas de nom d'équipe | « Stalter »     | 19e       |
| 1924  | Lorraine-Dietrich B3-6 | Pas de nom d'équipe | « Stalter »     | Abandon   |
| 1925  | Lorraine-Dietrich B3-6 | Pas de nom d'équipe | Léon Saint Paul | Abandon   |
| 1926  | Lorraine-Dietrich B3-6 | Pas de nom d'équipe | André Rossignol | Vainqueur |
| 1928  | Stutz DV16 Blackhawk   | C.T. Weymann        | Édouard Brisson | 2e        |